# Rubén Ruiz Díaz
Rubén Martín Ruiz Díaz Romero (ur. 11 listopada 1969 w Asunción) – paragwajski piłkarz grający na pozycji bramkarza.

## Kariera klubowa
Ruiz Díaz urodził się w Asunción. Karierę piłkarską rozpoczął w klubie Club Rubio Ñú, w którym występował w latach 1988–1989. Następnie przeniósł się do Argentyny i przez jeden sezon bronił w tamtejszym Talleres Córdoba. W 1990 roku przeniósł się na rok do stołecznego San Lorenzo de Almagro.
Na początku 1992 roku Paragwajczyk trafił do Meksyku i po kilku latach otrzymał tamtejsze obywatelstwo. Do 1998 roku występował w zespole CF Monterrey. W swoim pierwszym sezonie z Monterey zdobył Puchar Meksyku. W 1993 roku został z nim wicemistrzem kraju. Wygrał też Puchar Zdobywców Pucharów CONCACAF.
Po odejściu z Monterrey Ruiz Díaz przez pół roku bronił w CF Puebla, a drugą połowę roku spędził w argentyńskim Estudiantes La Plata. Następnie przez dwa lata występował w Talleres Córdoba, a w 2003 roku powrócił do Meksyku. Grał w Club Zacatepec, a karierę piłkarską kończył w barwach Necaxa Aguascalientes w 2005 roku.

## Kariera reprezentacyjna
W 1998 Ruiz Díaz został powołany przez selekcjonera Paula Césara Carpegianiego do kadry na Mistrzostwa Świata we Francji. Tam był rezerwowym bramkarzem dla Joségo Luisa Chilaverta i nie wystąpił w żadnym spotkaniu. W kadrze narodowej wystąpił 14 razy.